# Rosa Virolés
Rosa María Virolés Piñol (1951) es es una jurista española experta en derecho laboral y temas relacionados con lo Social.  Fue Magistrada del Tribunal Supremo de 2006 hasta julio de 2023, en que se jubiló. En octubre de 2022 asumió la presidencia interina de la Sala Cuarta del Tribunal Supremo.

## Trayectoria
Virolés es licenciada y doctora en Derecho por la Universidad de Barcelona, comenzó su carrera jurídica en 1981 como letrada de la Administración de la Seguridad Social y letrada del Estado, accedió a la carrera judicial con categoría de juez en 1988 y llegó a la categoría de Magistrada del Tribunal Supremo.
A partir de 1990 se especializó en el orden jurisdiccional social, tras superar las pruebas selectivas de especialización, nombrada por Real Decreto 1.072/1.990, de 19 de Julio. 
De 1990 a 2006, estuvo destinada en la Sala de lo Social del Tribunal Superior de Justicia de Cataluña, con sede en Barcelona, ocupando plaza de Especialista.
Por Acuerdo del Consejo General del Poder Judicial de 18 de octubre de 2006, fue nombrada magistrada del Tribunal Supremo de España, habiendo tomado posesión en la Sala Cuarta de este Alto Tribunal.
También ha sido vicepresidenta para España, fundadora y miembro del Tribunal de Ética de la Unión Iberoamericana de Jueces (UIJ), en Brasil, cargo para el que fue nombrada en 2018.

### Carrera docente
Virolés ha ejercido la docencia universitaria durante 32 años ininterrumpidos, en la materia de su especialidad, en la Facultad de Derecho y Diplomatura de Relaciones Laborales de la Universidad de Barcelona como Profesora Asociada. Además ha impartido clases en otros centros tales como el Centro Asociado de Tortosa de la UNED, la Facultad de Derecho y de Ciencias Económicas y Empresariales de la Escuela Social de Tarragona, la Escuela Universitaria de Trabajo Social de Tarragona, ESADE, o la Facultad de Derecho de la Universitat Pompeu Fabra.

## Premios y reconocimientos
- Medallas de Plata y Oro a los servicios distinguidos otorgada por el Iltre. Colegio de Graduados Sociales de Tarragona.[4]
- El 10 de marzo de 2011, recibió el premio al “MEJOR LABORALISTA ESPAÑOL” del año 2010, otorgado por la Asociación “Hidalgo Schumann”.[4]
- El 6 de diciembre de 2011, con motivo del aniversario de la Constitución Española, le fue concedida por el ministro de Justicia, la CRUZ DE HONOR de la Orden de San Raimundo de Peñafort.[3]
- En 2015 el Excmo. Colegio Oficial de Graduados Sociales de Valencia le concedió el Premio Aequitas.[4]
- En 2016 el Ilustre Colegio de Graduados Sociales de Alava le otorgó la Medalla de Oro del Colegio.[4]
- En 2019 el Consejo General de Colegios de Graduales Sociales de España le concedió el Premio Mérito Social a la Trayectoria Profesional.[6]
- En agosto de 2022, Virolés recibido un homenaje del Tribunal Superior do Trabalho (TST) de Brasil.[4]
- En 2024  recibió el Premio Justicia de Cataluña, del que le hizo entrega el presidente de la Generalitat, Salvador Illa, en reconocimiento a su dedicación al Derecho del Trabajo y de la Seguridad Social durante 50 años.[4]